# مقاطعة ناخود
مقاطعة ناخود (بالتشيكية: Okres Náchod)‏ هي مقاطعة (أوكريس) في إقليم هرادتس كرالوفه في جمهورية التشيك.
عاصمة هذه المقاطعة هي مدينة ناخود.

## اقرأ أيضاً
- مقاطعات جمهورية التشيك